# Campionati tedeschi di sci alpino 1971
Ai Campionati tedeschi di sci alpino 1971 furono assegnati i titoli di discesa libera, slalom gigante, slalom speciale e combinata, sia maschili sia femminili.

## Risultati
| Specialità      | Uomini               | Donne            |
| --------------- | -------------------- | ---------------- |
| Discesa libera  | Franz Vogler         | Margret Hafen    |
| Slalom gigante  | Max Rieger           | Rosi Mittermaier |
| Slalom speciale | Christian Neureuther | Pamela Behr      |
| Combinata       | Max Rieger           | Rosi Mittermaier |